# Projeto Crianças Saudáveis
O Project Healthy Children (em português:  Projeto Crianças Saudáveis) é uma organização sem fins lucrativos com sede em Westborough que trabalha em colaboração com governos de países em desenvolvimento fornecendo assistência técnica para apoiar a criação e a implementação de programas de fortificação de alimentos nesses países. Lá, a organização ajuda a adicionar micronutrientes (como ácido fólico, iodo e ferro) para fortalecer alimentos como farinha, açúcar, arroz e óleo, a fim de combater a deficiência de micronutrientes na população dos países em desenvolvimento.
Foi fundado por David M. Dodson e Stephanie Dodson Cornell, após uma viagem a Honduras em 2000, na qual se conscientizaram do problema de desnutrição em Honduras e da boa relação custo-benefício da fortificação de alimentos. O objetivo inicial foi ajudar a fortificar alimentos com ácido fólico para beneficiar crianças hondurenhas. Em 2008, o Projeto Crianças Saudáveis entrou em Ruanda para lidar com anemia e bócio. Em 2010, o Projeto Crianças Saudáveis ajudou a estabelecer uma Aliança Nacional de Fortificação.
Ele é listado como uma das melhores instituições de caridade pelo Giving What We Can.

## Avaliações

### Avaliação do Giving What We Can
O Giving What We Can (GWWC) publicou uma revisão detalhada do PHC, juntamente com um estudo de caso de seus esforços de fortificação de alimentos em Ruanda. Com base nisso, o GWWC listou o PHC entre suas duas instituições de caridade mais promissoras, ao lado da iniciativa Deworm the World (mas abaixo das instituições de caridade estabelecidas Fundação Contra a Malária e a Iniciativa de Controle da Esquistossomose.
O Projeto Crianças Saudáveis foi adicionado pela primeira vez à lista das melhores instituições de caridade do GWWC em 16 de maio de 2013. Explicando a decisão de adicioná-los, Robert Wiblin, do GWWC, escreveu que o PHC estava adotando uma abordagem promissora, de baixo custo e alta vantagem e parecia ter uma forte competência geral em executá-la. O status do PHC como instituição de caridade promissora foi reafirmado nas recomendações de final de ano do GWWC para 2014. Em setembro de 2015, o GWWC publicou uma atualização sobre as atividades do PHC.

### Avaliação do GiveWell
O avaliador de caridades GiveWell entrou em contato com o PHC inicialmente em 2011, mas o PHC se recusou a participar do processo de avaliação do GiveWell. Em 2015, o GiveWell retomou a conversa com o PHC, que agora aspirava a ser uma instituição de caridade com classificação superior do GiveWell. O GiveWell também publicou notas de conversa com Laura Rowe, diretora de operações, a partir de 19 de fevereiro de 2015.
O GiveWell publicou um novo relatório em setembro de 2016 e indicou que o PHC estava solicitando o status de instituição de caridade. O relatório declarou: "Se for bem-sucedido, parece plausível que programas de fortificação de micronutrientes, como os apoiados pelo PHC, sejam tão econômicos quanto os outros programas prioritários". No entanto, a avaliação do GiveWell destacou as seguintes principais fontes de incerteza que impediram-no de fazer uma análise formal de custo-efetividade até agora:
- Magnitude dos benefícios de saúde da fortificação de micronutrientes
- Se os alimentos estão sendo fortificados em níveis apropriados
- Atribuição de impacto ao PHC
- Planos futuros do PHC (especificamente, que eles possam mudar o foco em 2017)